# 無瞋
無瞋，又譯不恚，佛教術語，指不侵害他人、沒有憤恨，是瞋的反義字，被列為三善根之一。為一種心所，說一切有部將其列入大善地法中。

## 概論
在梵文中，無瞋（adveṣa）的字根來自於瞋（dveṣa），加上否定詞頭a-，成為反義字，也就是不瞋。無瞋被定義為是一種善的行為與心態，能使人投生於善趣，成為天人。
慈悲的本性皆是無瞋。